# اشرف ساغر
اشرف اندرز با نام هنری ساغر یا اشرف ساغر بازیگر اهل ایران بود.

## زندگی
فعالیت سینمایی خود را در سال ۱۳۴۹ و با فیلم جمعه شیرین آغاز کرد. خودش آغاز فعالیت حرفه‌ای خود را فیلم خاک به کارگردانی مسعود کیمیایی در سال ۱۳۵۲ می‌داند. او تا سال ۱۳۵۷ در بیش از ۲۵ فیلم سینمایی شرکت کرد. با وقوع انقلاب اسلامی فعالیت او نیز مانند بسیاری از بازیگران زن پیش از انقلاب در سینمای ایران متوقف شد.

## بازیگری

### سینما
- آقای لر به شهر می‌رود (۱۳۵۷)
- در امتداد شب (۱۳۵۶)
- بوی گندم (۱۳۵۶)
- پرستوهای عاشق (۱۳۵۶)
- طوطی (۱۳۵۶)
- فرياد عشق (۱۳۵۶)
- فريادرس (۱۳۵۶)
- نان و نمک (۱۳۵۶)
- هيولا (۱۳۵۵)
- پلنگ در شب (۱۳۵۴)
- دفاع از ناموس (۱۳۵۴)
- نازنين (۱۳۵۴)
- ممل آمریکایی (۱۳۵۴)
- دروغگوی كوچولو (۱۳۵۳)
- شوهر كرایه‌ای (۱۳۵۳)
- صلات ظهر (۱۳۵۳)
- گلنسا در پاريس (۱۳۵۳)
- ماشين مشتی ممدلی (۱۳۵۳)
- مسافر (۱۳۵۳)
- گلگو ۱۳ (۱۳۵۲)
- شرور (۱۳۵۲)
- دشمن (۱۳۵۲)
- ‌ خاك (۱۳۵۲)
- خوشگذران (۱۳۵۲)
- شراره (۱۳۵۰)
- خشم عقابها (۱۳۴۹)
- جمعه شیرین (۱۳۴۹)

### تلویزیون
- مجموعه تلویزیونی چنگک (۱۳۵۵)
- مجموعه تلویزیونی خانه به‌دوش (۱۳۵۲)